# Carmen Marín
Carmen Marín (Valparaíso, Chile, 1838), también conocida como La Endemoniada, fue el primer caso documentado de exorcismo en Chile y Latinoamérica. Debido al mal que la aquejaba, su caso dividió a religiosos y científicos, a la Iglesia católica y a la ciencia, siendo además uno de los primeros acontecimientos de la psiquiatría.Hoy es considerada parte del folclore popular de Chile.

## Biografía
Nació en Valparaíso. Quedó huérfana cuando aún no se sostenía en pies, por lo que quedó a cargo de una tía.
A sus 12 años de edad, la niña Marín estaba internada en un hospicio de monjas, en donde se educaba y recibía su formación. Fue en aquel lugar donde los registros indican que Carmen dio inicio a su supuesta posesión demoníaca. Según cuentan las fuentes, ella se encontraba rezando, cuando sintió un miedo agobiante sin explicación. Más tarde, a media noche, tuvo un sueño en que le pareció que peleaba con el mismísimo diablo. Tras despertar de la pesadilla, se levantó y atacó a sus compañeras de pieza.
A medida que el tiempo transcurría la supuesta enfermedad de Carmen avanzaba de forma imparable. Fueron varios los que trataron de ayudar a la púber, desde médicos, brujos y adivinos, sin resultados positivos, por lo que fue finalmente derivada al Hospital de Valparaíso en donde intentó suicidarse después de un año bajo tratamiento. Luego de pasar por otros recintos asistenciales y recibir toda clase de tratamientos, la joven terminó viviendo en el Hospicio de las Hermanas de la Caridad de Santiago. Allí debió compartir su habitación con un niño enfermo, a quien sus padres hacían recitar el Evangelio de San Juan. Los encargados del lugar descubrieron entonces, con mucha sorpresa, que cada vez que el niño recitaba ese evangelio, los ataques de Carmen Marín se detenían por arte de magia.

## La posesión
Las Hermanas de la Caridad, conmovidas debido a lo del Evangelio de San Juan, decidieron llamar al presbítero José Raimundo Zisternas, quien no creía que Carmen fuera poseedora de una posesión. Sin embargo, Zisternas presencio en primera persona uno de los ataque de la niña Marín por lo que decidió estudiar a fondo el caso de la joven con la ayuda de especialistas en medicina para descartar cualquier tipo de enfermedad mental de la joven y para determinar si realmente Carmen Marín estaba endemoniada.
Zisternas escribió:

“Un momento después de principiar, la enferma se agitó horriblemente, levantó el pecho de un modo extraordinario, formó un gran ruido con los líquidos que había en su estómago y cuando el Evangelio iba en más de la mitad, dobló el cuerpo, abrió cuanto pudo la boca, tomó un aspecto verdaderamente horripilante y los cabellos se le erizaron. En una palabra, no parecía una criatura humana. No sé lo que pasó entonces por la mente de mis compañeros. Yo, por mi parte, puedo asegurar que la sangre se heló en mis venas y tuve que hacer un esfuerzo para presenciar la conclusión de tan nunca visto acontecimiento”.

Aparte de esos ataques, los registros explican que mientras Carmen estaba bajo el frenesí de sus ataque podía hablar en diversas lenguas desconocidas para ella, como latín, alemán, francés, entre otras. Además se menciona que la Marín demoníaca poseía una fuerza hercúlea y era imposible de detenerla a pesar del número de hombres que ayudaban detenerla. Otra característica que tenía bajo las posesiones, era que podía observar todo lo que ocurría a su espalda sin ella girar la cabeza para observar lo que había detrás de ella, dejando a todos los presentes que veían sus ataques en primera persona sin explicación alguna y anonadados.

## Enfermedad
En 1857 José Raimundo Zisternas convocó para emitir un informe a los médicos Benito García, Manuel Antonio Carmona, Vicente Padín, Joaquín Barañao, Francisco Javier Tocornal, Eleodoro Fontecilla, Andrés Laiseca y Juan Mac Dermontt Barrington.
A pesar de todas las pruebas que se tenían respecto a una supuesta posesión diabólica de Carmen, había doctores que atribuían sus ataques a enfermedades mentales, incluso se le diagnosticó histeria ovárica.
Además los doctores agregaron que todos los hechos descritos como sobrenaturales por la iglesia de la época, intentaron ser explicados científicamente por los médicos que estudiaron su caso, en paralelo a las investigaciones que hizo el Arzobispado. Por ejemplo, los insultos en diversas lenguas fueron atribuidos a las misas diarias en latín que Carmen Marín oía en el Hospicio o a sus vivencias en el puerto de Valparaíso, durante algunas de sus fugas, donde se relacionó con prostitutas y marineros, muchos de ellos franceses y alemanes. Y con respecto al efecto sedante que sobre ella tenía la lectura del Evangelio de San Juan, Leyton sostiene que uno de los médicos que la trató, el doctor Manuel Antonio Carmona Fonseca, lo interpretó como una consecuencia de un amorío, posiblemente un caso de abuso sexual, que mantuvo con un hombre llamado Juan, que conoció en su paso por una casa patronal.

## Años posteriores
De Carmen Marín no se sabe más que su problema demoníaco o médico, después de varios tratamientos hay registros que indican que la púber fue sometida a un exitoso exorcismo por la Iglesia católica y su mal llegó a su fin. Los religiosos que la atendieron habrían relatado que el demonio, antes de marcharse del cuerpo de la mujer, profirió amenazas y prometió volver dentro de un año y medio. Cuando se le preguntó bajo qué forma, éste respondió: “No se sabe. Tendrás que averiguarlo”.

## Televisión
En 2015 Televisión Nacional de Chile emitió en 73 capítulos una teleserie nocturna bajo el nombre de La poseída, cuya historia central giraba en torno a Carmen Marín y su entorno.
Gracias a esta teleserie es que Carmen Marín (interpretada por la actriz Luciana Echeverría) entró dentro del folclore popular chileno, siendo su historia muy llamativa para el público.